# Seznam asteroidov (13001–13250)
| Predhodnik: Seznam asteroidov (12751-13000) | Seznam asteroidov 13001-13250 | Naslednik: Seznam asteroidov (13251-13500) |

Legenda: zač. ozn. - začasna prva oznaka asteroida; abs. mag. - absolutni izsev; 
a - velika polos v astronomskih enotah; e - izsrednost tira;
i - naklon tira v stopinjah; P - orbitalna perioda v letih; - Tip tel. - razvrstitev telesa v skupine: 
AMR - Amorec,
APL - Apolonec,
ATN - Atonec,
BIN - dvojni asteroid,
CBW - kubevan,
CNT - Kentaver,
HLD - Hildški asteroid,
JUT - Jupitrov Trojanec,
MBA - asteroid glavnega pasu,
NET - Neptunov Trojanec,
PHA - potencialni nevarni asteroid,
PLT - plutino,
SDO - telo Kuiperjevega pasu,
TNO - čezneptunsko telo,
TNR - resonančno čezneptunsko telo.
| Predhodnik: Seznam asteroidov (12751-13000) | Seznam asteroidov 13001-13250 | Naslednik: Seznam asteroidov (13251-13500) |

Podatki uporabljeni z dovoljenjem / Data used with permission © IAU: Minor Planet Center.